# Альпийская складчатость

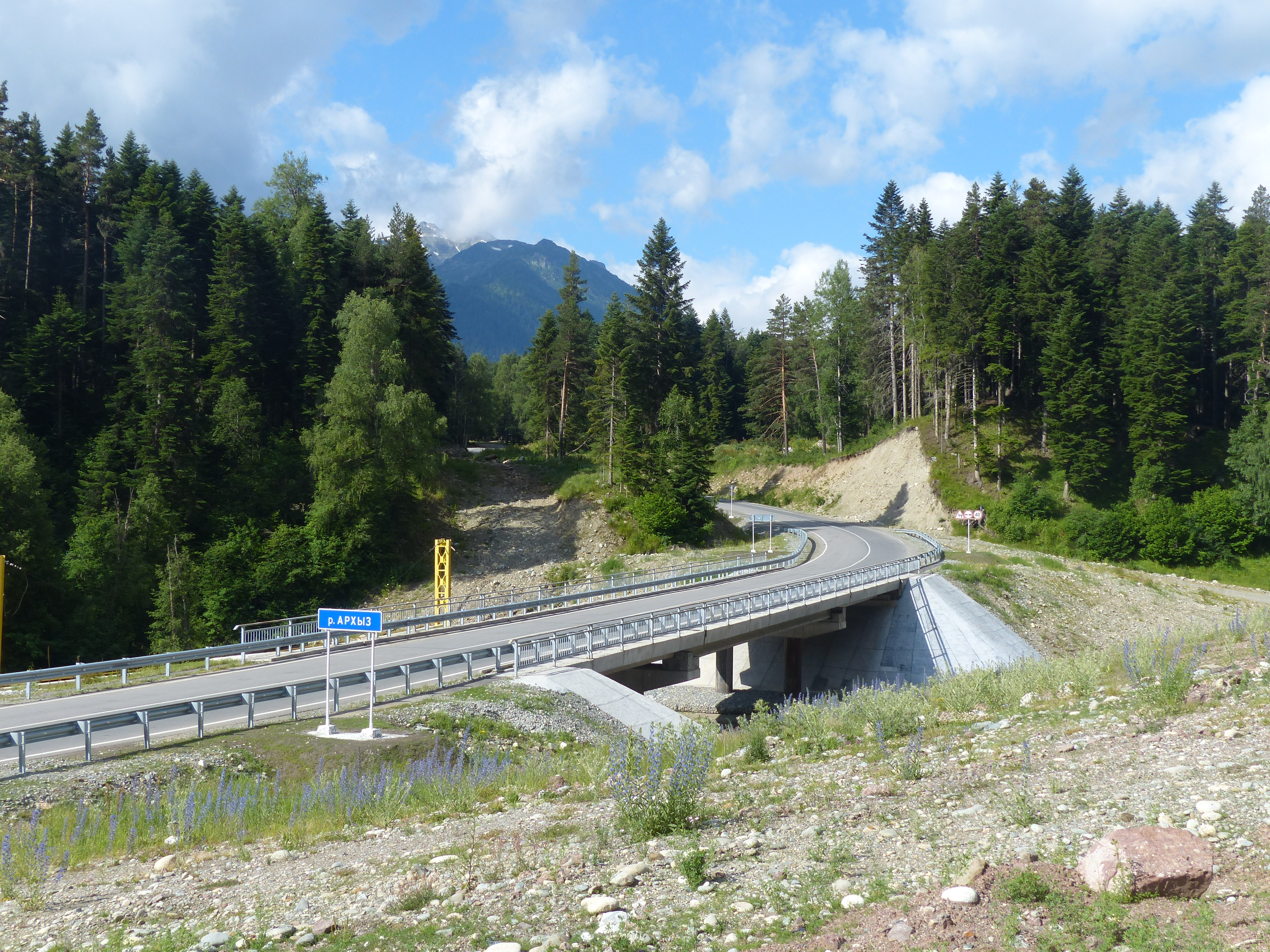
Кавказские горы. Типичный пример альпийской складчатости

Альпийская складчатость — последняя крупнейшая эпоха тектогенеза, охватывает последние 50 млн лет геологической истории Земли (палеоцен — кайнозой). Термин был впервые использован французским геологом Бертраном в 1886—1887 годах для обозначения складчатости мезозойско-кайнозойских и более древних отложений Южной Европы.
В эпоху Альпийской складчатости в результате активизации процессов горообразования, складкообразования, разломообразования, гранитизации, вулканизма, сейсмичности и других геодинамических процессов сформировался крупнейший горный альпийский пояс, пересекающий по широте Евразию и обрамляющий впадину Тихого океана — Средиземноморский (Альпийско-Гималайский) складчатый («геосинклинальный») пояс и Тихоокеанское кольцо альпийской складчатости.
Складкообразование происходило в пределах («геосинклинальных») областей, развивавшихся в мезозое и раннем палеогене. Этот процесс завершился возникновением молодых горных сооружений:
- Европа:

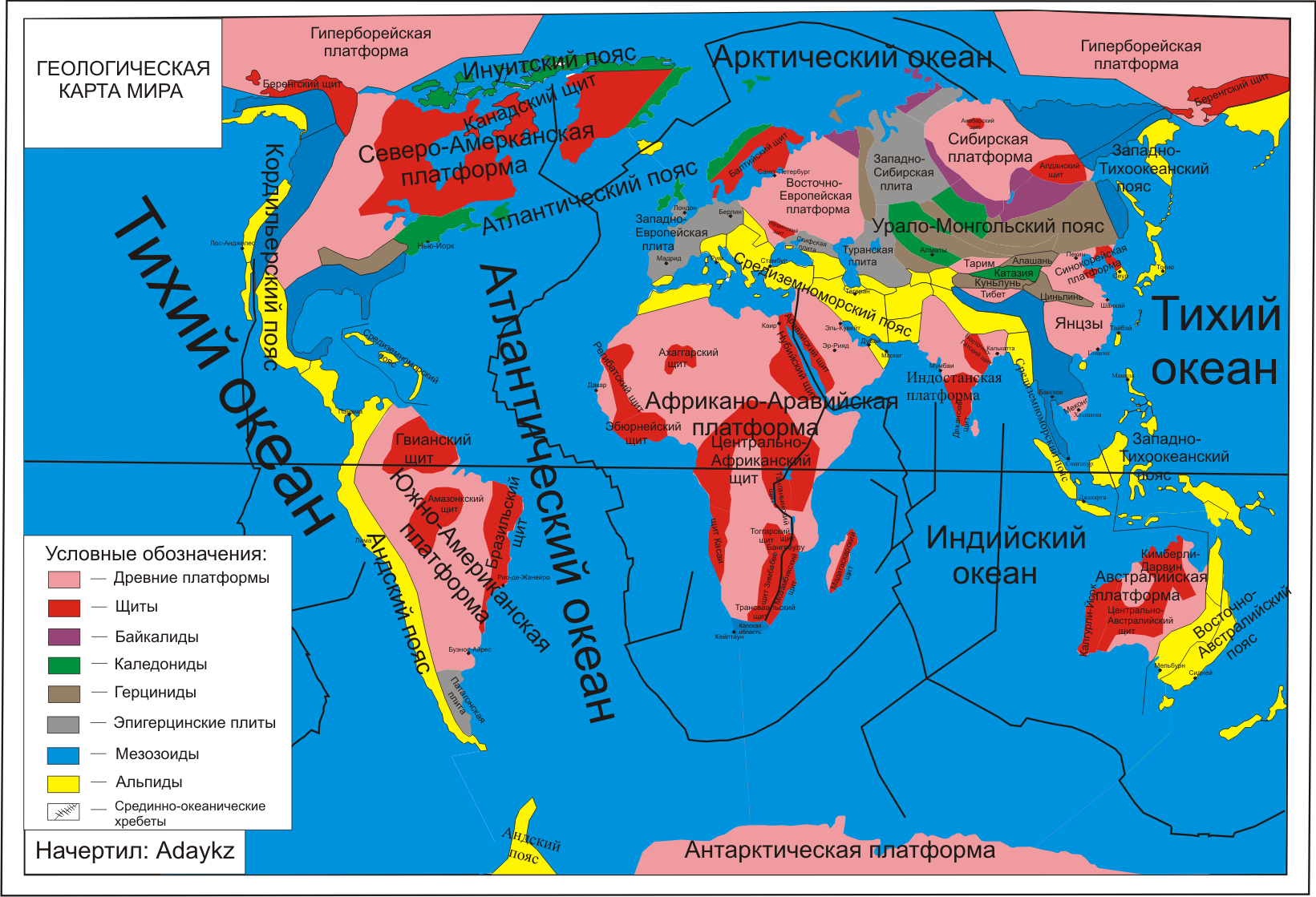
Складчатые пояса на карте мира

  - Альпы, с чем и связано возникновение термина;
  - Пиренеи;
  - Андалусские горы (Кордильера-Бетика);
  - Апеннины;
  - Карпаты;
  - Динарские горы;
  - Балканские горы (Стара-Планина);
  - Крымские горы;
  - Кавказские горы.
- Северная Африка:
  - Северная часть Атласских гор, хребет Эр-Риф.
- Азия:
  - Понтийские горы;
  - Таврские горы;
  - Туркмено-Хорасанские горы, Копетдаг;
  - Эльбурс (Иран);
  - Загрос;
  - Сулеймановы горы;
  - Каракорум;
  - Гималаи;
  - Складчатые цепи Мьянмы и Индонезии;
  - Корякский хребет;
  - Камчатка;
  - Сахалин;
  - Японские острова;
  - Филиппинские острова;
  - Малайский архипелаг.
- Северная Америка:
  - Складчатые хребты Тихоокеанского побережья Аляски и Калифорнии;
  - Алеутские острова.
- Центральная Америка:
  - Вест-Индия.
- Южная Америка:
  - Анды.
- Австралия.
- Архипелаги, обрамляющие Австралийский континент с востока, в том числе:
  - Новая Гвинея;
  - Новая Зеландия.

Помимо «геосинклинальных» областей, альпийская складчатость также затронула соседние платформы — Юрские горы и часть Пиренейского полуострова в Западной Европе, южную часть Атласских гор в Северной Африке, Таджикскую депрессию и юго-западные отроги Гиссарского хребта в Средней Азии, восточную часть Скалистых гор в Северной Америке, Патагонские Анды в Южной Америке, Антарктический полуостров в Антарктиде, и др. С ней связано также образование складок в межгорных прогибах сводово-глыбовых горных сооружений Средней и Центральной Азии (Ферганская, Цайдамская и др. впадины).